# Саль (Фрібур)
Саль (фр. Sâles) — громада  в Швейцарії в кантоні Фрібур, округ Грюєр.

## Географія
Громада розташована на відстані близько 50 км на південний захід від Берна, 23 км на південний захід від Фрібура.
Саль має площу 18,8 км², з яких на 6,1% дозволяється будівництво (житлове та будівництво доріг), 72,6% використовуються в сільськогосподарських цілях, 20,3% зайнято лісами, 1,1% не є продуктивними (річки, льодовики або гори).

## Демографія
2019 року в громаді мешкало 1441 особа (+3,5% порівняно з 2010 роком), іноземців було 8,8%. Густота населення становила 77 осіб/км².
За віковим діапазоном населення розподілялося таким чином: 25,8% — особи молодші 20 років, 60,9% — особи у віці 20—64 років, 13,3% — особи у віці 65 років та старші. Було 536 помешкань (у середньому 2,7 особи в помешканні).
Із загальної кількості 561 працюючого 143 було зайнятих в первинному секторі, 231 — в обробній промисловості, 187 — в галузі послуг.